# Síndrome tòxica similar al xoc
La síndrome tòxica similar al xoc o síndrome de xoc tòxic per estreptococs és una infecció molt poc freqüent però molt perillosa, produïda per bacteris estreptococs, en particular pels Streptococcus pyogenes, que es troben a la gola i a la pell en el cos humà.
És similar a la més coneguda síndrome de xoc tòxic, que es diferencia en el fet que els causants són altres bacteris, del grup dels estafilococs. Una altra síndrome per superantígens, causada per infecció d'estafilococs, és la síndrome de la pell escaldada estafilocòccica.

## Causes
La síndrome de xoc tòxic per estreptococs és causada per una toxina produïda pels bacteris Streptococcus pyogenes presents al cos humà. Gairebé tots els casos són causats per soques d'estreptococs que generen una o més exotoxines superantigèniques proteíniques: exotoxines pirògenes estreptocòcides A, B o C; factor mitogen o superantigen estreptocòcic.
Al contrari del que passa amb la síndrome de xoc tòxic causada per estafilococs, a la síndrome de xoc tòxic causada per estreptococs no és freqüent que la infecció sigui causada per la presència d'un cos estrany a l'organisme humà. Els dos xocs s'assemblen en el fet que no té per què sorgir en un focus d'infecció concret identificable, i en que poden vincular-se amb altres infeccions invasores com la pneumònia, l'osteomielitis, la bacterièmia i l'artrosi o endocarditis.

## Símptomes
Els símptomes són febre sobtada, baixada de tensió sanguínia, insuficiència renal accelerada i atac a múltiples òrgans i sistemes. Són habituals també els signes d'infecció local que afecta les parts toves del cos, com cel·lulitis, abscessos, miositis o fasciïtis necrosant, acompanyades d'una dolor cada vegada més intensa).

## Tractament
Les prioritats són una fluidoteràpia intensiva per tractar d'eliminar la infecció i el manteniment de les constants vitals que es puguin veure afectades, com el ritme cardíac i la respiració. S'administren antimicrobians i inhibidors de la producció de toxines, com per exemple clindamicina, de diferents tipus, ja que no n'hi ha cap que faci efecte al 100% de les soques de bacteris. Si hi ha fasciïtis necrosant cal també eliminar els teixits necròtics (morts).

## Incidència
Aquesta síndrome pot afectar persones d'ambdós sexes i de qualsevol edat, però és més freqüent en nens (en especial amb varicel·la concomitant) i gent gran. Les xifres de mortalitat són superiors adults que en nens.
Altres persones amb major risc són les que pateixen diabetis mellitus, alguna malaltia crònica del cor o dels pulmons, VIH o usuaris de drogues intravenoses o alcohòlics.